# 同級生 (1998年の映画)
『同級生』（どうきゅうせい、英: Get Real）は、1998年に製作されたイギリスの映画。邦題は日本公開前の2001年4月27日に放送されたフジテレビ系列のバラエティ番組『プレゼンタイガー』内で2つの候補から決定されたが、もう1つの候補は「僕のカレシ」である。

## ストーリー
高校生のスティーブンは、成績優秀でスポーツマンの同級生：ジョンのことが好き。
スティーブンが通うようになった公園のハッテントイレでジョンと遭遇したのをきっかけに、二人は付き合うようになる。

## キャスト
- スティーヴン・カーター：ベン・シルヴァーストン
- ジョン・ディクソン：ブラッド・ゴートン
- リンダ：シャーロット・ブリテン
- ケヴィン：ティム・ハリス
- リチャード・ホーレイ
- ジェシカ：ステイシー・ハート
- ウェンディ：ケイト・マケナリー
- デイヴ：ジェームズ・D・ホワイト
- マーク：パトリック・ニールスン